# Hemileuca nevadensis
Hemileuca nevadensis är en fjärilsart som beskrevs av Strech. 1872. Hemileuca nevadensis ingår i släktet Hemileuca och familjen påfågelsspinnare. Inga underarter finns listade i Catalogue of Life.